# Monte Togakushi
Il monte Togakushi (戸隠山?, Togakushiyama) è una montagna giapponese situata nel villaggio di Togakushi, nella città di Nagano, nella prefettura di Nagano. Fa parte della catena montuosa del Togakushi e ha un'altitudine di 1.904 m. Si ritiene che le rocce magmatiche dei vulcani sottomarini del Neogene (da 4 a 2,7 milioni di anni fa) formino il corpo montuoso.
Il monte Togakushi è stato tradizionalmente incluso nelle Cento famose montagne dello Shinshu e nelle Cinque montagne dello Shinshu settentrionale. Si trova a circa 20 km a nord-ovest del centro della città di Nagano. Circa 4 km a nord si trova il Monte Takatsuma, una delle Nihon hyaku meizan (日本百名山, lett. "Cento montagne famose del Giappone"). Ora fa parte anche del Parco nazionale di Myōkō-Togakushi Renzan di recente costituzione. Alla sua base si trovano i cinque santuari shintoisti (Okusha, Chūsha, Hōkōsha, Kuzuryūsha e Hinomikosha) del Santuario Togakushi.
Storicamente, il monte Togakushi, come il vicino monte Iizuna, è stato un luogo sacro per le sette religiose di montagna, generalmente chiamate Shugendō.

## Galleria d'immagini

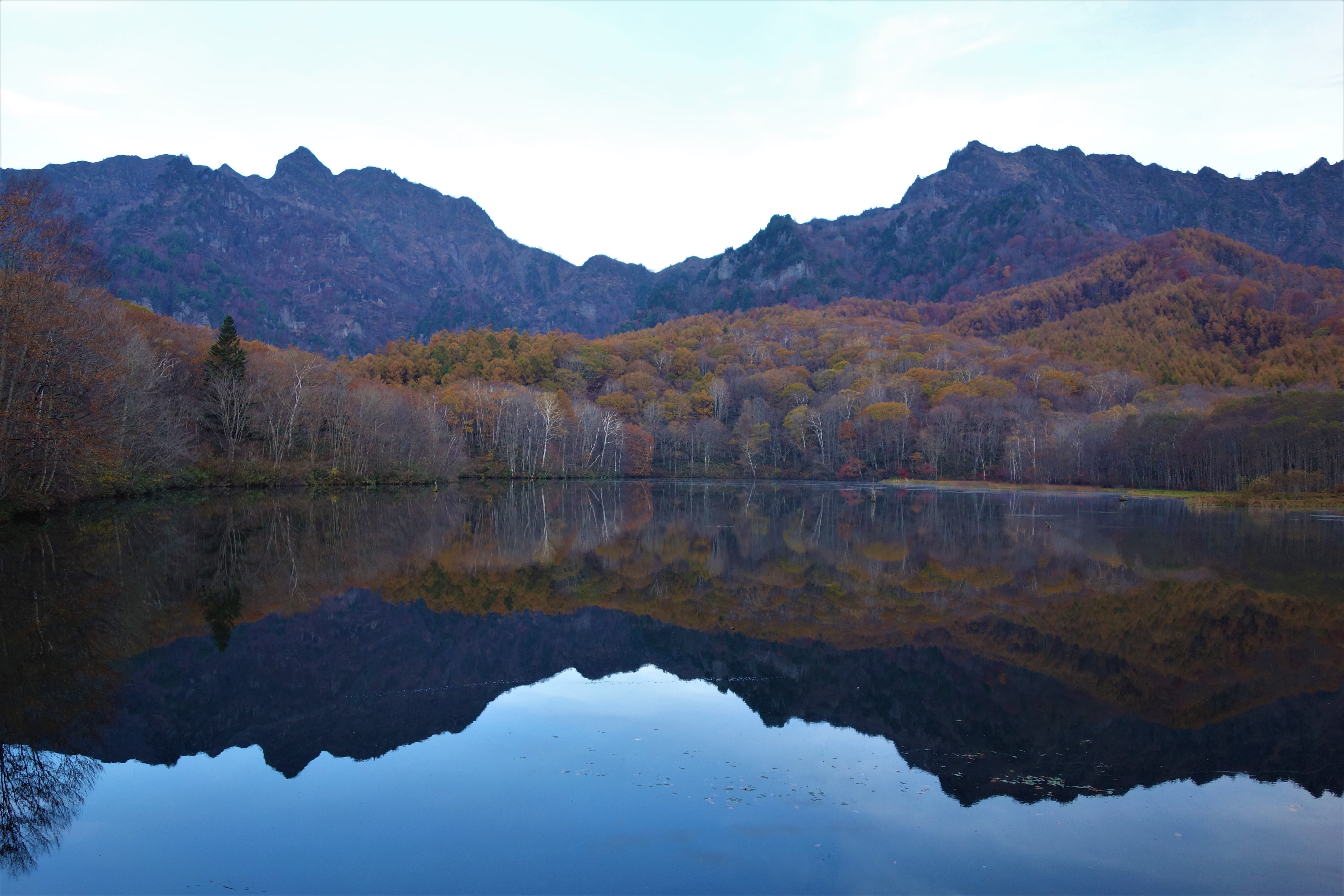
Catena montuosa di Togakushi dal Kagamiike
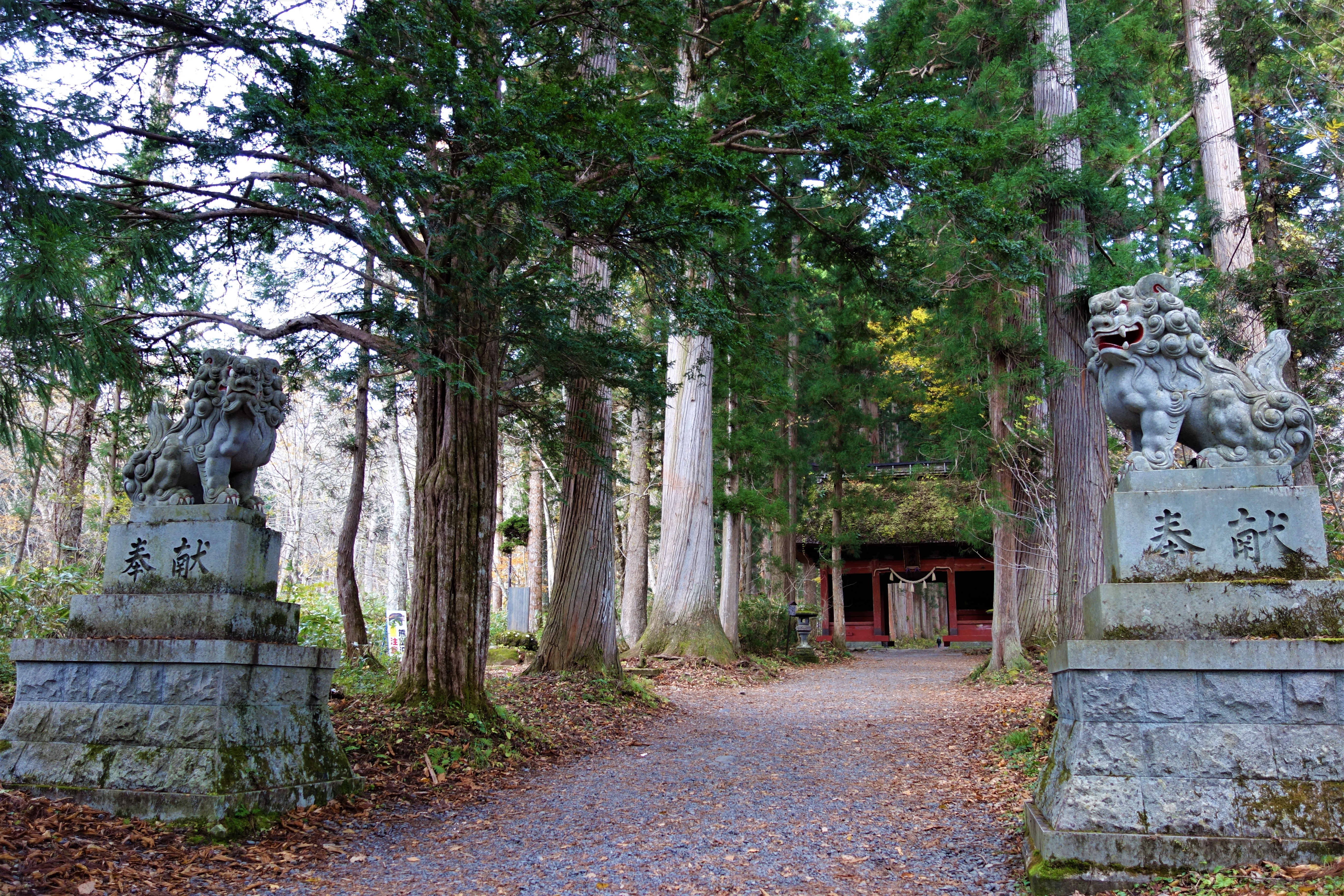
Zuijinmon
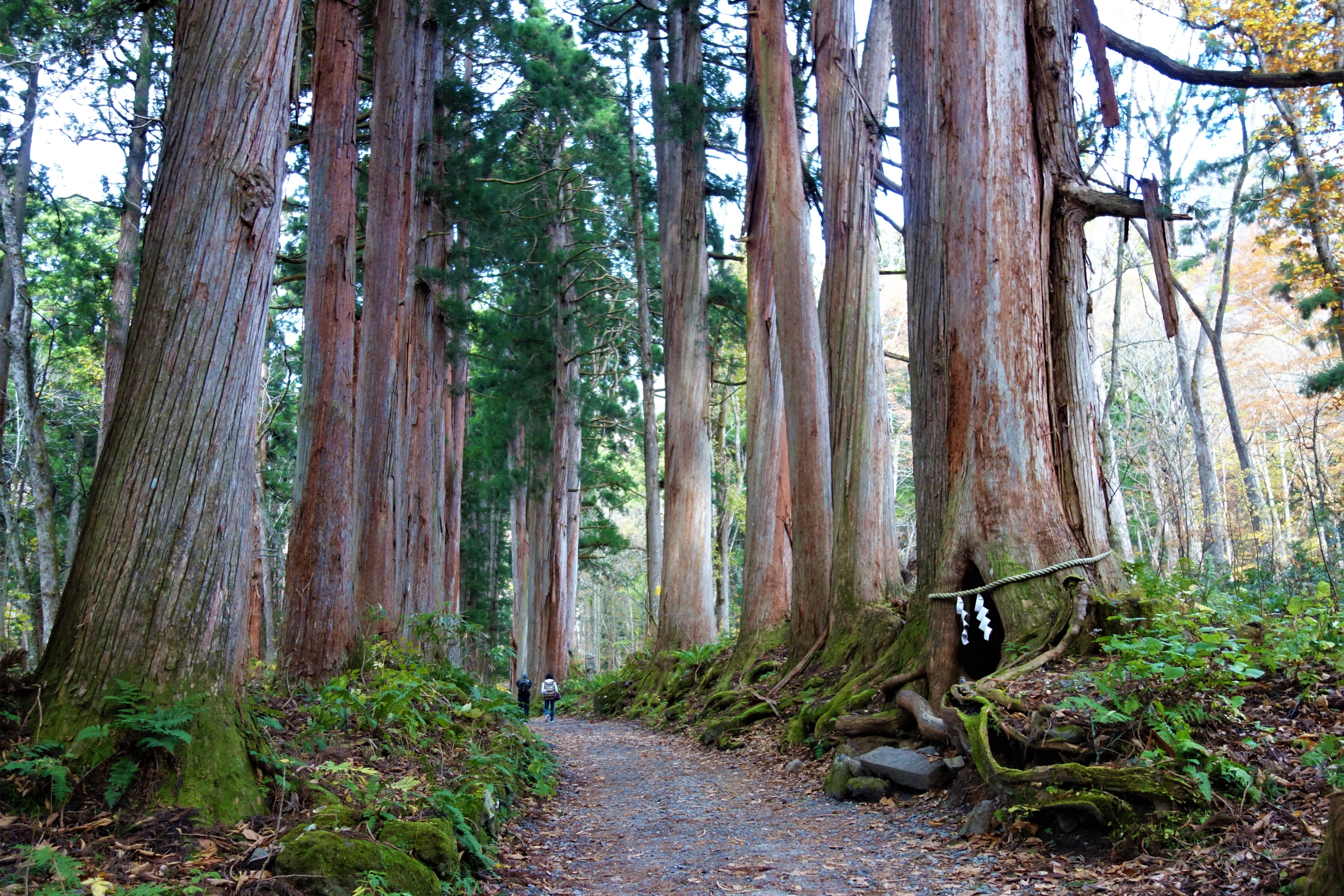
Viale dei cedri che conduce al santuario
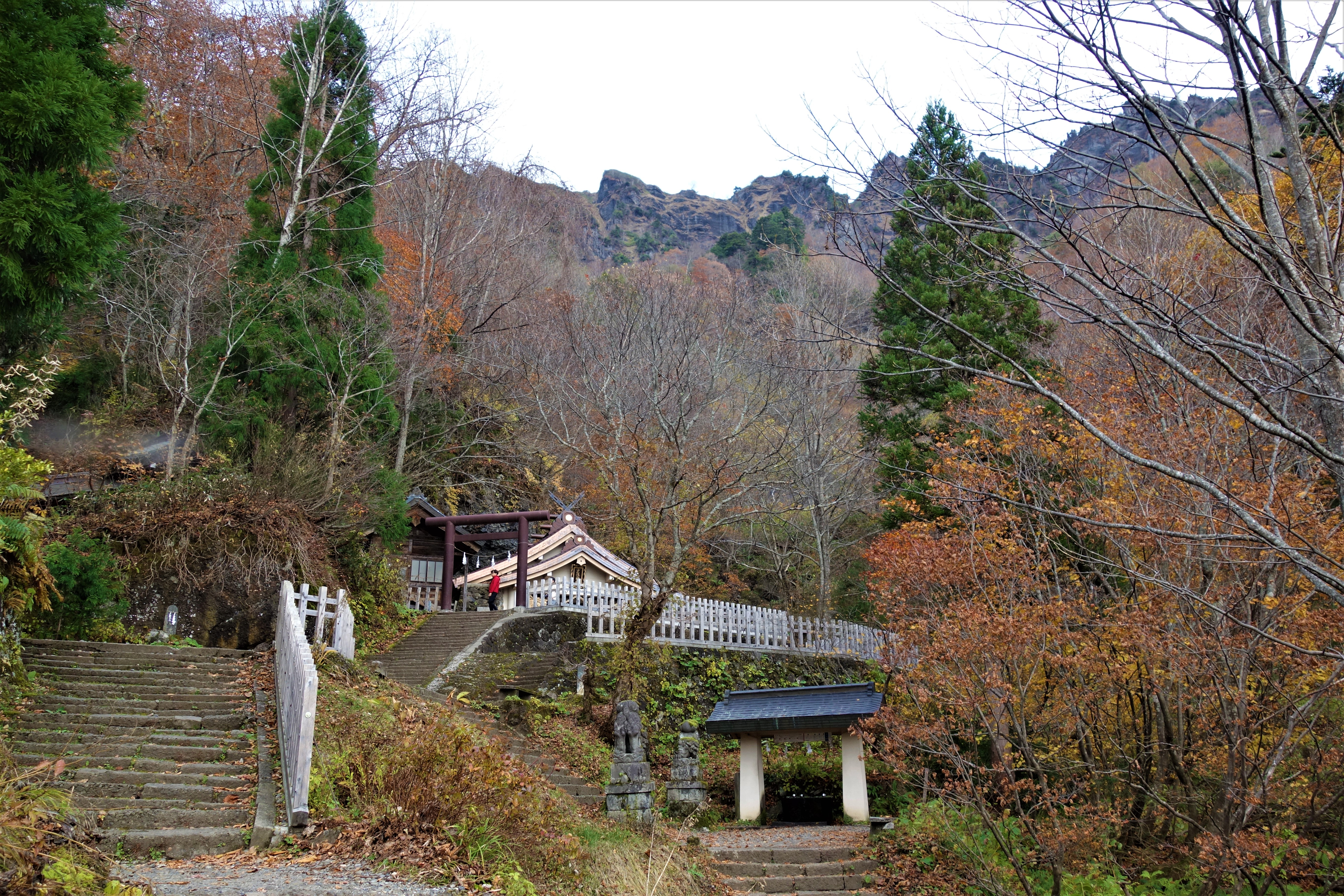
Santuario Togakushi Okusha